# Sulejman Starova (piłkarz)
Sulejman Starova (ur. 12 grudnia 1955 w Tiranie) – albański piłkarz i trener piłkarski, w latach 1978–1979 członek albańskiej reprezentacji U-21. Po zakończeniu kariery piłkarskiej do 2004 roku pełnił funkcję sekretarza Federata Shqiptare e Futbollit.